# Tokár István
Tokár István (Várhosszúrét, 1945. augusztus 26. –) vállalatvezető, politikus, országgyűlési képviselő.

## Életpályája

### Iskolái
Az általános iskolát Várhosszúréten és Atkáron járta ki. Középiskolai tanulmányait Szolnokon végezte el; 1963-ban érettségizett a gépipari technikumban. 1964–1967 között a Bánki Donát Műszaki Főiskola hallgatója volt. 1978–1983 között a Marx Károly Közgazdaságtudományi Egyetem hallgatója volt.

### Pályafutása
1963–1964 között az Egyesült Izzó gyöngyösi gyárában technikusként dolgozott. 1967–1968 között Rétságon letöltötte sorkatonai szolgálatát. 1969–1973 között a kisújszállási Mezőgép Vállalat üzemvezetője volt. 1973-tól a Kisújszállási Építőipari, majd Vas-, Fa- és Építőipari Szövetkezetben dolgozott, 1976–1992 között elnöke volt. 1992–1994 között az ebből megalakult holding elnöke volt. 1992–2002 között a Kunferr Kft. ügyvezető igazgatója volt. 1993–2002 között a Tyg Termelésszervezési Kft. ügyvezető igazgatója volt. 2006-tól az Észak-alföldi Regionális Fejlesztési Tanács társelnöke volt. 2007-től a Jászkun Volán Zrt. igazgatója volt.

### Politikai pályafutása
1970–1989 között az MSZMP tagja volt. 1988–1998 között a Kiszöv megyei elnöke volt. 1988–1998 között a Magyar Iparszövetség felügyelő-bizottságának elnöke volt, 1998–2006 között a szövetség alelnöke volt, 2006-tól elnöke. 1989-től az MSZP tagja. 1990-ben országgyűlési képviselőjelölt volt. 1990–1994 között önkormányzati képviselő volt. 1992-től az MSZP országos választmányának tagja. 1994–1998 között a Gazdasági bizottság tagja volt. 1994–2002 között országgyűlési képviselő (1994–1998: Mezőtúr; 1998–2002: Jász-Nagykun-Szolnok megye) volt. 1998–2002 között a Honvédelmi bizottság, az Anyagi, technikai, költségvetési, hadiipari albizottság és az Elvi, biztonságpolitikai, katonai albizottság tagja volt. 2002–2006 között a Jász-Nagykun-Szolnok Megyei Közgyűlés elnöke volt, 2006-tól tagja.

## Családja
Szülei Tokár István (1913–1992) és Balázs Anna (1920–?) voltak. 1969-ben házasságot kötött Czakó Judittal. Három gyermekük született: Péter (1973–), Blanka (1976–) és Tamás (1976–), akik ikrek.

## Díjai
- A Magyar Érdemrend tisztikeresztje (2006)[4]